# QAnon
QAnon er en samling af konspirationsteorier og en politisk bevægelse, som opstod på den amerikanske højrefløj. QAnon er fokuseret omkring en række falske påstande fremsat af en eller flere anonyme personer kendt som "Q". Kernen i  QAnon-teorien er, at et netværk af sataniske, kannibalistiske og pædofile driver en global børnesexhandelsring og konspirerede mod den tidligere amerikanske præsident Donald Trump under hans embedsperiode. QAnon opstod i 2017, men er tæt knyttet og forbundet til konspirationsteorien "Pizzagate", der opstod et år tidligere – "Pizzagate" anses generelt for at være forløberen til QAnon.
Tilhængere af QAnon siger, at Trump i hemmelighed kæmper mod det pædofile-netværk og vil udføre masseanholdelser og henrettelser af tusindvis af netværkets medlemmer på en dag kendt som "Stormen" (engelsk: "the Storm") eller "Begivenheden" (på engelsk: "the Event"). QAnon-tilhængere har udpeget demokratiske politikere, Hollywood-skuespillere, højtstående embedsmænd, forretningsmagnater og medicinske eksperter som medlemmer af det påstået netværk.  QAnon beskrives som antisemitisk, eller rodfæstet i antisemitiske, på grund af dets fiksering på den jødiske finansmand George Soros og konspirationsteorier om Rothschild-familien, som er et hyppigt mål for antisemitter.
Følgere af QAnon bærer skjorter, plakater og badges med bogstavet "Q". De bruger også akronymet "WWG1WGA", som står for "Where we go one we go all". Konspirationsteorien startede i 2017 med indlæg på sociale medier af en bruger med brugernavnet Q, men er især blevet udbredt under coronapandemien i 2020.

## Yderligere læsning
- Beverley, James A. (2020). The QAnon Deception: Everything You Need to Know about the World's Most Dangerous Conspiracy Theory. EqualTime Books. ISBN 979-8-5824-6589-8.
- Bloom, Mia; Moskalenko, Sophia (2021). Pastels and Pedophiles: Inside the Mind of QAnon. Stanford, California: Stanford University Press. ISBN 9781503630291.
- Rothschild, Mike (22. juni 2021). The Storm Is Upon Us: How QAnon Became a Movement, Cult, and Conspiracy Theory of Everything. Melville House. ISBN 978-1-61219-930-6.
- Enders, Adam M.; Uscinski, Joseph E.; Klofstad, Casey A.; Wuchty, Stefan; Seelig, Michelle I.; Funchion, John R.; Murthi, Manohar N.; Premaratne, Kamal; Stoler, Justin (2022). "Who Supports QAnon? A Case Study in Political Extremism". The Journal of Politics. University of Chicago Press (UOCP): 000. doi:10.1086/717850. S2CID 232161773.

| Politik | Spire Denne artikel om politik og ideologi er en spire som bør udbygges. Du er velkommen til at hjælpe Wikipedia ved at udvide den. |